# محرم زینال‌زاده
محرم زینال‌زاده (زادهٔ ۱۳۳۰ در خوی) کارشناس تئاتر، بازیگر و کارگردان ایرانی است.

## زندگی‌نامه
زینال‌زاده در سال ۱۳۳۰ در خوی زاده شد و در انستیتوی هنر تهران تحصیل کرد. سپس از سال ۱۳۵۶ تا ۱۳۶۰ در اداره آموزش و پرورش به سمت دبیری هنر و در اداره فرهنگ شهرستان خوی با سمت کارشناس تئاتر به کار پرداخت و به مدت چهار سال بیش از ده نمایش را بازی و کارگردانی کرد و به تهران مهاجرت نمود و سال‌ها به تدریس در مدارس منطقه ۱۶ تهران مشغول شد و  معاونت پرورشی وزارت آموزش و پرورش به عنوان کارشناس مسئول هنرهای نمایشی طرح برنامه سراسری دانش آموزی کشوری را ارائه و اجرا می‌کرد.
و فعالیت سینمایی را در سال ۱۳۶۴ با ورود به حوزه هنری با بازیگری در فیلم زنگها به کارگردانی محمدرضا هنرمند آغاز کرد. بازیگری فیلم بای سیکل ران به کارگردانی محسن مخملباف (۱۳۶۷) نیز از کارهای اولیه مهم او محسوب می‌شود. زینال‌زاده پس از آن به بازیگری، دستیار کارگردان، کارگردانی و فعالیت‌های دیگر سینمایی روی آورد. فیلم‌های آی پارا (۱۳۷۷)، حسرت دیدار (۱۳۷۳)، ساز ستاره (۱۳۷۳)، مرد ناتمام (۱۳۷۱) به کارگردانی او هستند. که فیلم ساز ستاره در سیزدهمین جشنواره فیلم فجر (۱۳۷۳) نامزد سیمرغ بلورین بهترین کارگردانی شد.
در سال ۹۴ با مونتاژ مجدد فیلم "Mavi Ring" محصول مشترک FerFilm ترکیه و آلمان موفق شد در جشنواره بین‌المللی آلتین پرتغال آنتالیا جایزه ویژه هیئت داوران کسب کند، همزمان فیلمی به نام "فردا روز دیگریست" یا "YARININ ADI BASKA" محصول مشترک ایران و ترکیه را ساخت و در جشنواره مونت کارلو فرانسه حضور یافت.
هم‌اکنون تله فیلم مستقل «ایلیات» از ایشان در حال تدوین نهایی است.

## فیلم‌شناسی

### کارگردانی فیلم‌های بلند
- ماه در آینه (۱۳۶۹)(نیمه بلند)
- مرد ناتمام (۱۳۷۱)
- حسرت دیدار (۱۳۷۳)
- ساز ستاره (۱۳۷۳)
- آی پارا (۱۳۷۷)
- خسیس (۱۳۸۳)

کارگردانی سریال
- شمارش معکوس (۱۳۷۴) (۱۳ قسمت برای شبکه ۲)
- آژانس دوستی (۱۳۷۶) (۱۰ قسمت برای شبکه ۲)
- معجزه نوروزی (۱۳۷۷) (برای شبکه ۲ نوروز ۸۸)
- پرهیزکاران گوشه‌نشین (۱۳۹۷) (۱۳ قسمت برای شبکه استانی یزد)

کارگردانی مستند
- مستند ایمنی (۱۳۸۳) (به سفارش شهرداری استان تهران)
- مستند زباله (۱۳۸۳) (به سفارش شهرداری استان تهران)
- مستند آموزشی ایزو ۲۰۰2 (1384)
- مستند ۱۱0 (1385) (به سفارش ناجا و سبحان فیلم ۵۰ قسمت ۳۰ دقیقه ای برای پلیس ۱۱۰)
- گمشدگان دیار صفا (۱۳۸۵)
- تو را من چشم در راهم (۱۳۸۶) (برای بنیاد نیکوکاری قائم در مورد بچه‌های بیمار ذهنی)

### بازیگری
- زنگها (۱۳۶۴)
- گذرگاه (۱۳۶۵)
- حماسه دره شیلر (۱۳۶۵)
- دستفروش (اپیزود اول) (۱۳۶۵)
- دستفروش (اپیزود دوم) (۱۳۶۵)
- بحران (۱۳۶۶)
- بایسیکل‌ران (۱۳۶۶)
- باغ سید (۱۳۶۹)
- عملیات کرکوک (۱۳۷۰)
- ناصرالدین شاه آکتور سینما (۱۳۷۰)
- زیر آسمان (۱۳۷۱)
- یک شب، یک غریبه (۱۳۷۳)
- سلام سینما (۱۳۷۳)
- نون و گلدون (۱۳۷۴)
- اسکادران عشق (۱۳۷۵)
- روزیکه زن شدم (۱۳۷۹)
- خانه ای در تاریکی (۱۳۸۶)(سریال)
- صبح روزی که زاده شدم (۱۳۸۸)
- برادر خورشید، خواهر ماه (۱۳۸۸)
- ستایش (۱۳۸۹)(سریال)
- پرچم‌های قلعه کاوه (۱۳۸۹)
- دلشکسته (۱۳۸۹)
- مسافر ارغوان (۱۳۸۹)
- مهمان حبیب خداست (۱۳۹۰)
- خاک خدا (۱۳۹۰)
- آزاده (۱۳۹۰)
- پنجره‌های غبار گرفته (۱۳۹۱)
- کفشاتو در نیار (۱۳۹۱)
- جیران (۱۳۹۲)
- فردا روز دیگری است (۱۳۹۴)
- جاده قدیم (۱۳۹۴) (سریال)
- ایلیات (۱۳۹۶)
- بوم و بانو (۱۳۹۹) (سریال)
- دختران کوچه غم (۱۴۰۰) (سریال)

### دستیاری کارگردان
- نون و گلدون (۱۳۷۴)
- سلام سینما (۱۳۷۳)
- راز خنجر (۱۳۶۹)
- آب را گل نکنید (۱۳۶۸)
- باغ سید (۱۳۶۸)
- مدرسه رجایی (۱۳۶۸)
- عروسی خوبان (۱۳۶۷)
- ردپایی بر شن (۱۳۶۶)

### دیگر فعالیت‌ها
- نویسندگی: باغ سید (۱۳۶۸) ساز ستاره (۱۳۷۳) پسر زشت(۱۳۸۴) تو خورشید من ماه(۱۳۹۱) فردا روز دیگری است(۱۳۹۴) ایلیات (۱۳۹۶)
- تهیه کنندگی: مرد ناتمام (۱۳۷۱) پسر زشت(۱۳۸۴) تو خورشید من ماه(۱۳۹۱) فردا روز دیگری است(۱۳۹۴)
- مدیریت تولید: مرد ناتمام (۱۳۷۱) پسر زشت(۱۳۸۴)
- تدوین: ساز ستاره (۱۳۷۳) فردا روز دیگری است(۱۳۹۴)
- طراحی صحنه و لباس: مرد ناتمام (۱۳۷۱) آی پارا (۱۳۷۷) ساز ستاره (۱۳۷۳) در حسرت دیدار (۱۳۷۳) فردا روز دیگری است(۱۳۹۴)

داوری ها
- عضو هیئت انتخاب چهل و یکمین جشنواره بین‌المللی فیلم رشد
- چهار سال داور جشنواره‌های آموزشکده‌های فنی و حرفه‌ای کشور
- دبیر چهار دوره جشنواره تئاتر سراسری دانش آموزی کشور
- داور فستیوال بین‌المللی «وان گلی» ترکیه شهر وان ۲۰۱۵
- هیئت داوران بخش جنگ در پنجمین جشنواره سراسری تئاتر فجر
- عضو هیئت داوران نخستین جشنواره هنرهای نمایشی تئاترمان

کارگردانی نمایش
- عروسک‌های گوشتی (۱۳۵۵) نوشته رضا فرهودی (اجرا در انستیتو هنر و تربیت معلم)
- چگونه گالیله تبدیل به عالیجناب گالیله می‌شود؟ (۱۳۵۶) نوشته نادر ابراهیمی (اجرا در شهرستان خوی)
- چشم در برابر چشم (۱۳۵۷) نوشته غلامحسین ساعدی (اجرا در شهرستان خوی)
- تبر (۱۳۵۸) نوشته ایرج مهدیان (اجرا در شهرستان خوی)
- حر (۱۳۵۸) نوشته محرم زینال زاده با الهام از اثر دکتر شریعتی و عباس فرحبخش (اجرا در شهرستان خوی)
- چهار صندوق (۱۳۵۹) نوشته بهرام بیضایی (اجرا در شهرستان خوی)
- خودکشی (۱۳۵۹) نوشته آنتوان چخوف (اجرا در شهرستان خوی)
- ترب (۱۳۵۹) نوشته بیژن مفید (اجرا در شهرستان خوی)
- کمدی افسر عالی‌رتبه (۱۳۵۹) بر اساس بداهه پردازی (اجرا در شهرستان خوی)
- آنکه گفت آری، آنکه گفت نه (۱۳۵۹) نوشته برتولت برشت (اجرا در شهرستان خوی)
- قصه دخترای ننه دریا (۱۳۶۰) نوشته احمد شاملو (اجرا در شهرستان خوی)
- دیوارها سخن می‌گویند (۱۳۶۳) نوشته محرم زینال زاده (اجرا در کانون‌های فرهنگی تهران و هفدهم شهریور تبریز)
- تصادف (۱۳۶۴) نوشته محمد علی سعیدی (اجرا در تالار مولوی تهران)
- ایلیات اهل ولایت لالیا (۱۳۷۲) نوشته محرم زینال زاده (اجرا در تالار چهارسو تهران)

بازیگری تئاتر
- بچه‌های خوب جنگ (۱۳۶۵) نویسنده و کارگردان حسین پرستار (اجرا در تالار چهارسو تهران)
- بانوی خیال (۱۳۸۴) نویسنده و کارگردان محمد پرویزی (اجرا در تالار وحدت تهران)

## جایزه‌ها و افتخارات
- نامزد سیمرغ بلورین بهترین کارگردانی برای فیلم ساز ستاره در سیزدهمین جشنواره فیلم فجر (۱۳۷۳)[۲]
- دیپلم افتخار مدرسین سینمای ایران برای فیلم «مرد ناتمام»
- جایزه بهترین فیلمنامه از کانون فیلمنامه نمویسان خانه سینما برای فیلم «مرد ناتمام»
- دیپلم افتخار کارگردانی جشنواره دفاع مقدس برای فیلم مستند «گمشدگان دیار صفا»
- جایزه بهترین تصویر برداری برای سعید صادقی برای فیلم «گمشدگان دیار صفا»
- تندیس سیمین جشنواره بین‌المللی رشد برای فیلم «پسر زشت»
- سه جایزه اول فستیوال وانگلی ترکیه بهترین فیم، بهترین تصویر، بهترین موزیک
- جایزه بهترین نمایش ویژه هیئت داوران برای نمایش «دیوارها سخن می‌گویند» از جشنواره ۱۷ شهریور تبریز (آیت الله مدنی)
- چهار دیپلم افتخار برای بازیگری در نمایش «دیوارها سخن می‌گویند» از کانون‌های فرهنگی استان تهران و جشنواره ۱۷ شهریور تبریز (آیت الله مدنی)
- سه کاپ طلایی برای نمایش «تصادف» در نخستین جشنواره تئاتر دانشجویان کشور (۱۳۸۴)